# سینما استر

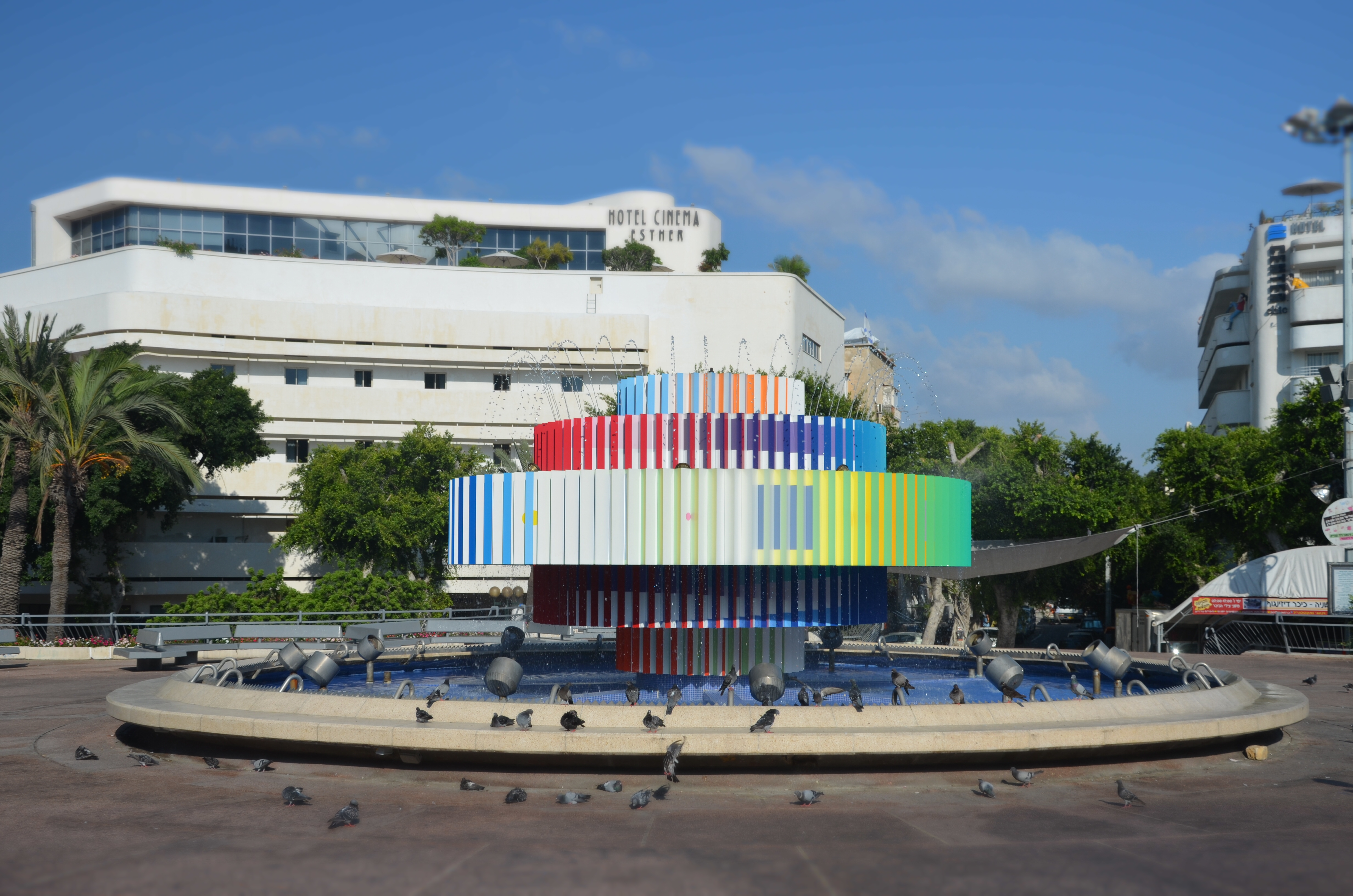
نمایی از هتل سینما (سینما استر سابق)، در جلو، آب‌نمای آب و آتش اثر یاکو آگام وسط میدان دیزنگوف.

سینما استر (به عبری: קולנוע אסתר) از نخستین و نوستالژیک‌ترین سینماهای تل‌آویو است که در میدان دیزنگوف واقع شده است. سینما در سال ۱۹۳۹ توسط یهودا ماگیدوویچ، معمار مشهور اسرائیلی ساخته شد. مالک این ملک، استر و موشه نتانل از یهودیان یمنی بودند که در سال ۱۹۲۴ از شهر عدن به تل‌آویو مهاجرت کرده بودند. خانواده نتانل ۲۵ ساختمان را در شهر سفید تل‌آویو ساختند که اکثر آن‌ها بعدها به عنوان میراث فرهنگی اعلام شدند. در سال ۱۹۹۸ این ساختمان به هتل بوتیک تغییر کاربری داده شد و نام آن به هتل سینما تبدیل شد.

## آثار

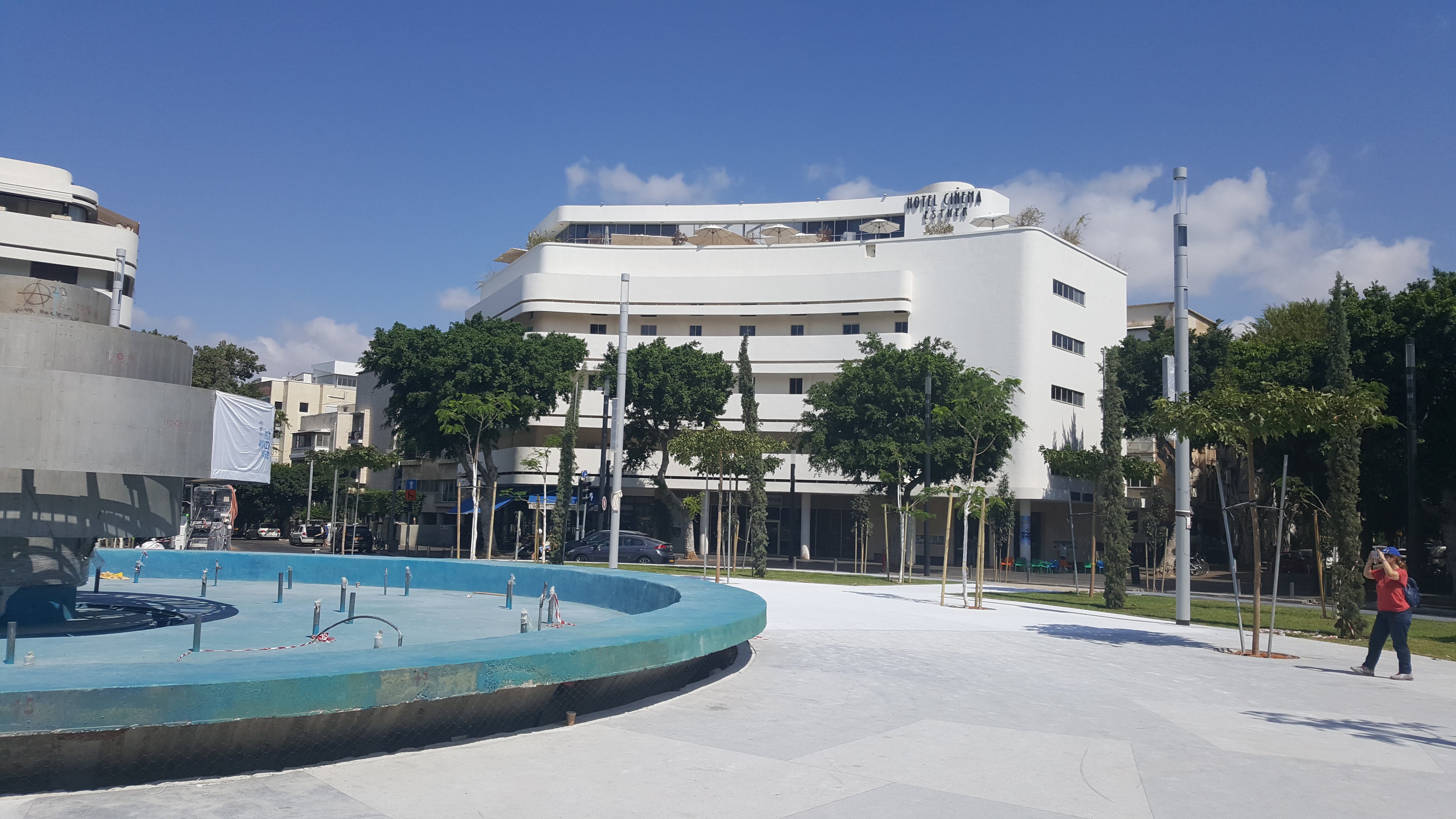
نمایی از هتل استر از سمت میدان دیزنگوف
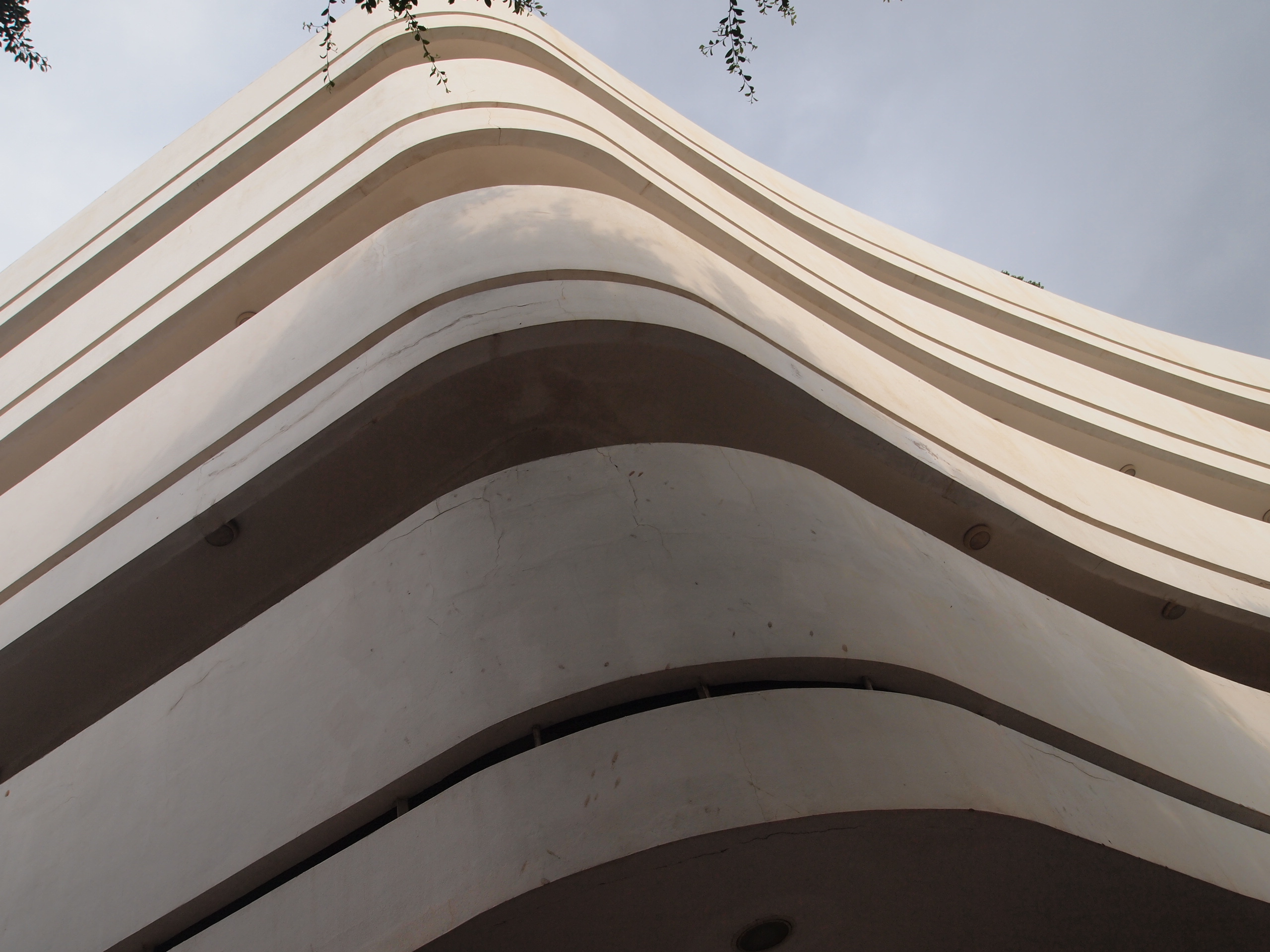
معماری ساختمان دارای تلفیقی از معماری معاصر و آرت دکو است
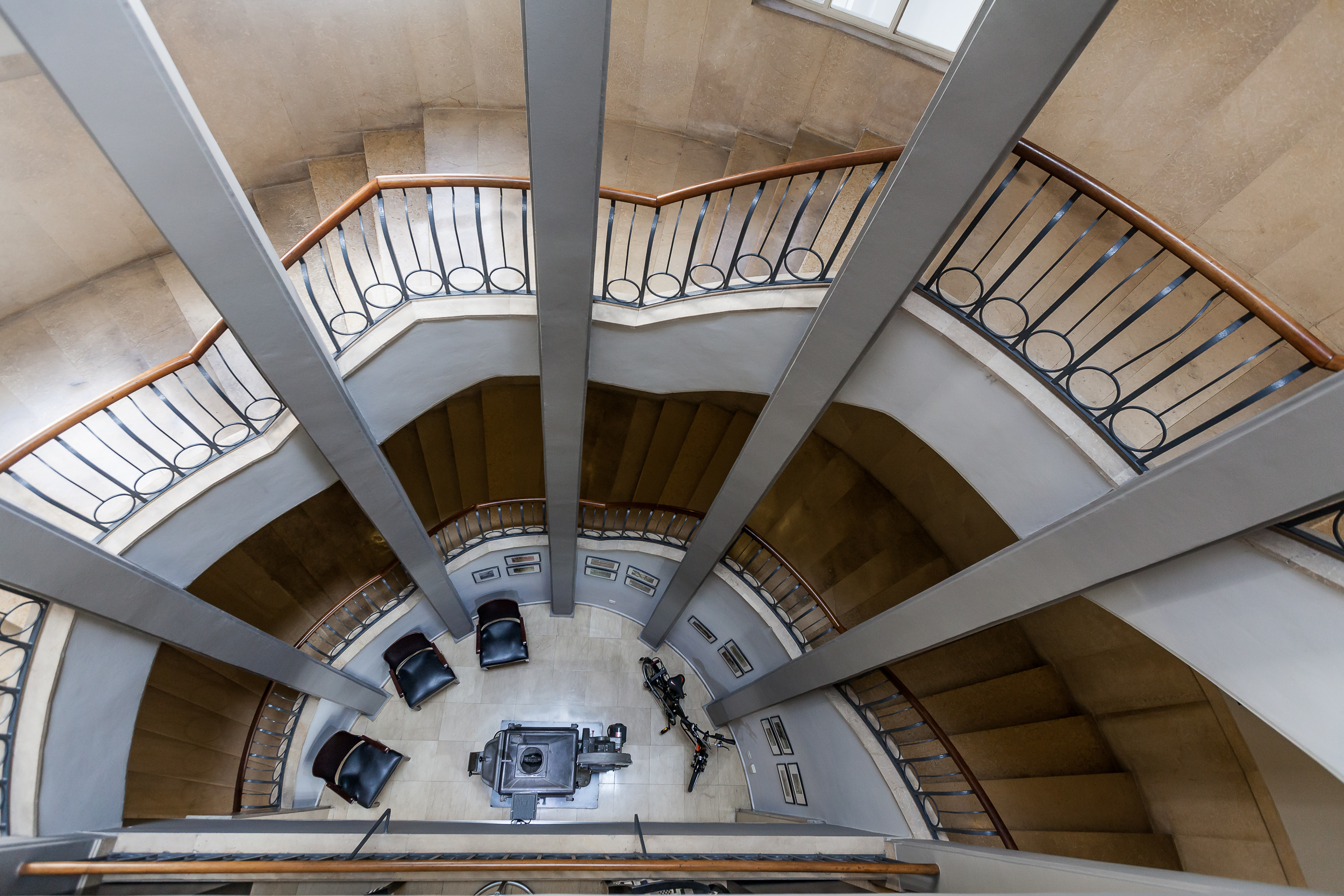
معماری داخلی هتل
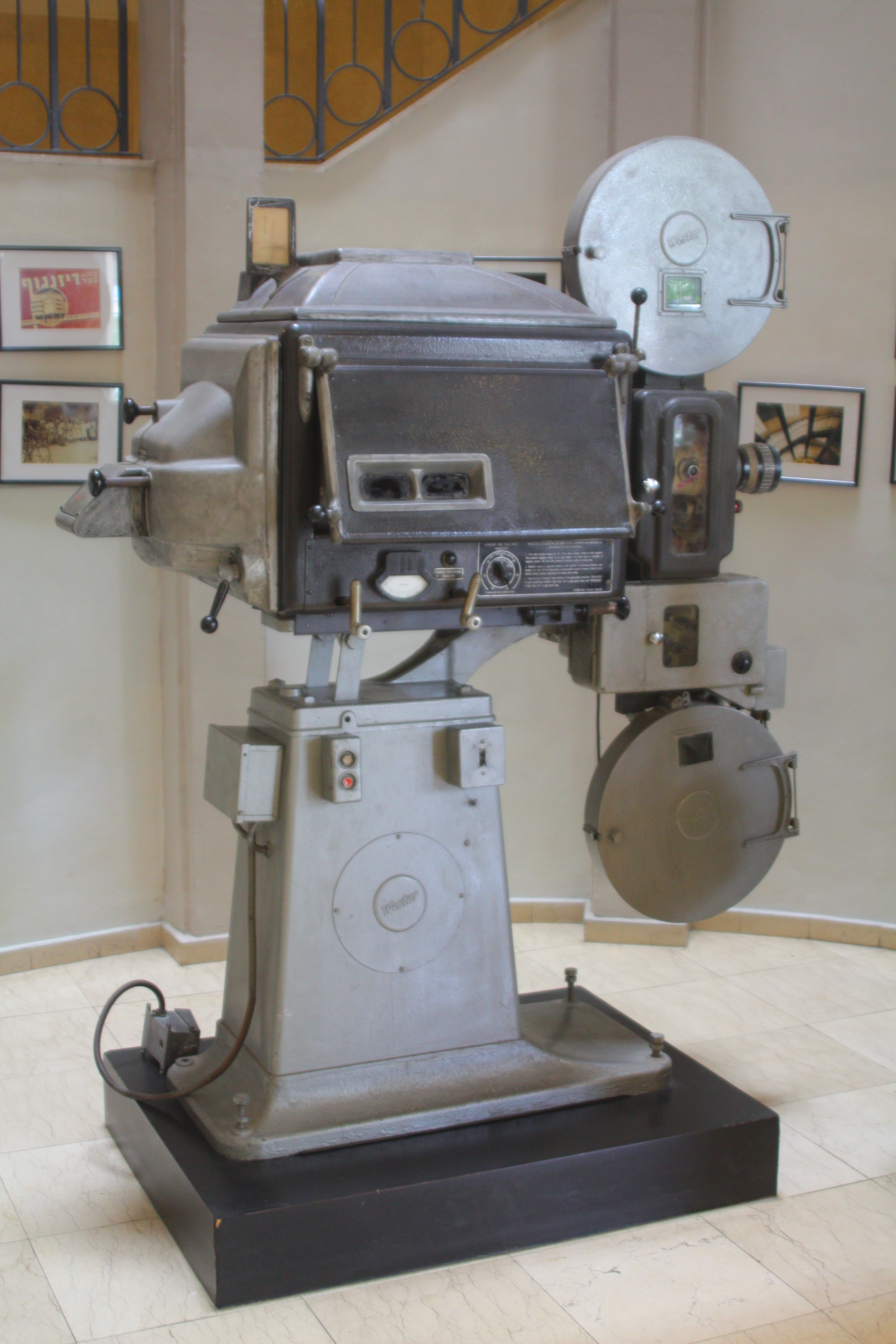
پروژکتور آپارات سینما استر